# 奇纳马努尔
奇纳马努尔（Chinnamanur），是印度泰米尔纳德邦Theni县的一个城镇。总人口38327（2001年）。

## 人口
该地2001年总人口38327人，其中男性19196人，女性19131人；0—6岁人口4270人，其中男2159人，女2111人；识字率71.83%，其中男性为78.81%，女性为64.83%。